# Parupeneus chrysopleuron
Parupeneus chrysopleuron là một loài cá biển thuộc chi Parupeneus trong họ Cá phèn. Loài này được mô tả lần đầu tiên vào năm 1843.

## Từ nguyên
Từ định danh chrysopleuron được ghép bởi hai âm tiết trong tiếng Hy Lạp cổ đại: khrūsós (χρυσός; "vàng") và pleurón (πλευρόν; "bên hông, sườn"), hàm ý đề cập đến dải sọc vàng kim ở hai bên lườn dọc theo đường bên của loài cá này.

## Phân bố và môi trường sống
P. chrysopleuron có phân bố tập trung ở vùng Đông Ấn - Tây Thái Dương, tuy nhiên phạm vi của chúng có thể rộng hơn so với những ghi nhận hiện tại.
P. chrysopleuron được ghi nhận tại Myanmar, Việt Nam (chủ yếu tại vùng biển Trung Bộ), Philippines xuống các đảo phía đông và nam Indonesia, giới hạn phía nam đến Úc (vịnh Geographe, Tây Úc đến Lãnh thổ Bắc Úc) phía bắc đến vịnh Bắc Bộ (bờ nam Trung Quốc, đảo Hải Nam và đảo Đài Loan), biển Hoa Đông (gồm cả quần đảo Ryukyu) và biển Nhật Bản (đảo Jeju, Hàn đến tỉnh Yamaguchi và Chiba, Nhật). Một ghi nhận của loài này từ Kerala (Ấn) cần được xác minh.
P. chrysopleuron sống trên nền đáy bùn hoặc cát bột, ít khi gần các ám tiêu, độ sâu đến ít nhất là 218 m.

## Mô tả
Chiều dài cơ thể lớn nhất được ghi nhận ở P. chrysopleuron là 55 cm. Cá có màu đỏ nhạt đến xám ánh xanh lam, trắng dần xuống bụng, viền vảy có màu đỏ. Có một sọc vàng kéo dài từ mắt đến gốc vây đuôi, ngay trên đường bên (sọc này có thể màu đỏ ở cá thể sống ở vùng nước sâu). Râu cá màu trắng đến vàng nhạt.
Số gai vây lưng: 8; Số tia vây lưng: 9; Số gai vây hậu môn: 1; Số tia vây hậu môn: 7; Số tia vây ngực: 15–16.

## Thương mại
P. chrysopleuron thường được khai thác bằng nghề lưới kéo đáy và bán tại các chợ cá địa phương ở một số vùng phân bố. Ngoài ra, P. chrysopleuron còn có giá trị kinh tế và giải trí ở mức độ thấp tại Quần đảo Houtman Abrolhos và vịnh Shark (Tây Úc).